# La tabla redonda
La tabla redonda fue un programa de los Servicios Informativos de TVE con la decidida vocación de salir al encuentro del espectador interesado por los temas humanos que van más allá de lo convencional y ordinario. Emitido en TVE 2, todos los programas estaban relacionados directa o indirectamente con lo trascendente.

## Formato
Aunque en principio trataba temas reconocidos como religiosos no los abordaba de forma habitual, sino que el enfoque esotérico que lo animaba le concedía una profundidad que permitía descubrír y que ponía de manifiesto los complicados entresijos que posibilitan al ser humano el acceso a lo espiritual. La dinámica del programa no establecía exactamente una tertulia sino que el director iba lanzando preguntas a los diversos invitados sugiriendo el camino a recorrer conjuntamente para así conseguir un espectro de opiniones. Los asuntos no eran tratados ni con vehemencia ni con ningún asomo de frivolidad y eso se traducía en el propio espacio donde transcurría,  en el apoyo ideográfico en forma de reportajes que acompañaban las intervenciones o en la elección de actuaciones musicales
Entre la larga lista de invitados encontramos a Ernesto Cardenal, Antonio Escohotado, Alejandro Jodorowsky, Luis Racionero, Enrique Miret Magdalena, Fernando Schwartz, Thubten Wangchen, Teodoro Úbeda, Julio Caro Baroja, Alberto Campo Baeza, Ramiro Calle, Victoria Cirlot, Federico González, Paul Valadier, José Luis Pinillos, Abel Posse, Julio Peradejordi, Raymond Moody, Paul Baltant, Raimundo Paniker, Gail Fleischaker, Jorge Wagensberg, Rupert Sheldrake, Victoria Cirlot, Hartmut Stegman y John Cage
- Datos: Q16587822